# تشارلز كودمان
تشارلز كودمان (بالإنجليزية: Charles Codman)‏ هو رسام أمريكي، ولد في 1800 في بوسطن في الولايات المتحدة، وتوفي في 11 سبتمبر 1842.